# Helix (wiskunde)

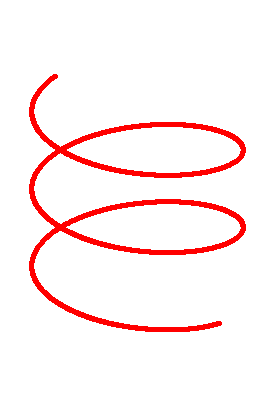
Helix. Het is in deze vaste, tweedimensionale projectie niet te bepalen of deze links- dan wel rechtsdraaiend is.

Een helix, meervoud helices, van het Oudgriekse ἕλιξ, gedraaid, of schroeflijn is een kromme in drie dimensies met een constante straal en constante spoed. De spoed is de afstand tussen twee overeenkomstige punten van dezelfde schroeflijn. Er bestaan rechts- en linksdraaiende helices. De helix is rechtsdraaiend als een verplaatsing langs de helix met de klok mee gepaard gaat met een beweging van de waarnemer af, zoals bij een kurkentrekker en de meest voorkomende schroefdraad.
Helices komen op moleculeire schaal in de natuur veel voor, ook in de vorm van een dubbele helix.
De helix is een van de vormen die in driedimensionale grafische programma's beschikbaar zijn.

## Definitie
Een helix met straal {\displaystyle \rho } en spoed {\displaystyle \alpha } wordt gedefinieerd
- in cartesische coördinaten door de parametervergelijking

{\displaystyle (x(t),y(t),z(t))=(\rho \cos(2\pi t),\rho \sin(2\pi t),\alpha t)}
- in cilindercoördinaten door de parametrisering

{\displaystyle (r(t),\theta (t),h(t))=(\rho ,2\pi t,\alpha t)}
De helix heeft een constante kromming:
{\displaystyle \kappa ={\frac {\rho }{\rho ^{2}+\alpha ^{2}}}}
en een constante torsie:
{\displaystyle \tau ={\frac {\alpha }{\rho ^{2}+\alpha ^{2}}}}

## Voorbeelden
- technisch:
  - boor
  - scheepsschroef
  - schroef
  - schroef van Archimedes
  - veer
- natuur:
  - amylose, bestanddeel van zetmeel
  - desoxyribonucleïnezuur DNA, een dubbele helix
  - eiwithelix
  - slakkenhuis van sommige slakken, maar soms spiraalvormig